# Gare de Laneuveville-devant-Nancy
Gare de Laneuveville-devant-Nancy – przystanek kolejowy w Laneuveville-devant-Nancy, w departamencie Meurthe i Mozela, w regionie Grand Est, we Francji.
Jest przystankiem kolejowym Société nationale des chemins de fer français (SNCF), obsługiwaną przez pociągi TER Lorraine.

## Położenie
Znajduje się na wysokości 211 m n.p.m., na 357,951 km linii Paryż – Strasburg, pomiędzy dworcami Jarville-la-Malgrange i Varangéville-Saint-Nicolas.

## Usługi
Przewozy kolejowe są prowadzone przez pociągi TER Lorraine, kursujące między Nancy a Lunéville lub Saint-Dié-des-Vosges.